# Rimogne
Rimogne is een gemeente in het Franse departement Ardennes (regio Grand Est). De plaats maakt deel uit van het arrondissement Charleville-Mézières. Rimogne telde op 1 januari 2022 1.328 inwoners.

## Geografie
De oppervlakte van Rimogne bedroeg op 1 januari 2022 3,77 vierkante kilometer; de bevolkingsdichtheid was toen 352,3 inwoners per km².
De onderstaande kaart toont de ligging van Rimogne met de belangrijkste infrastructuur en aangrenzende gemeenten.

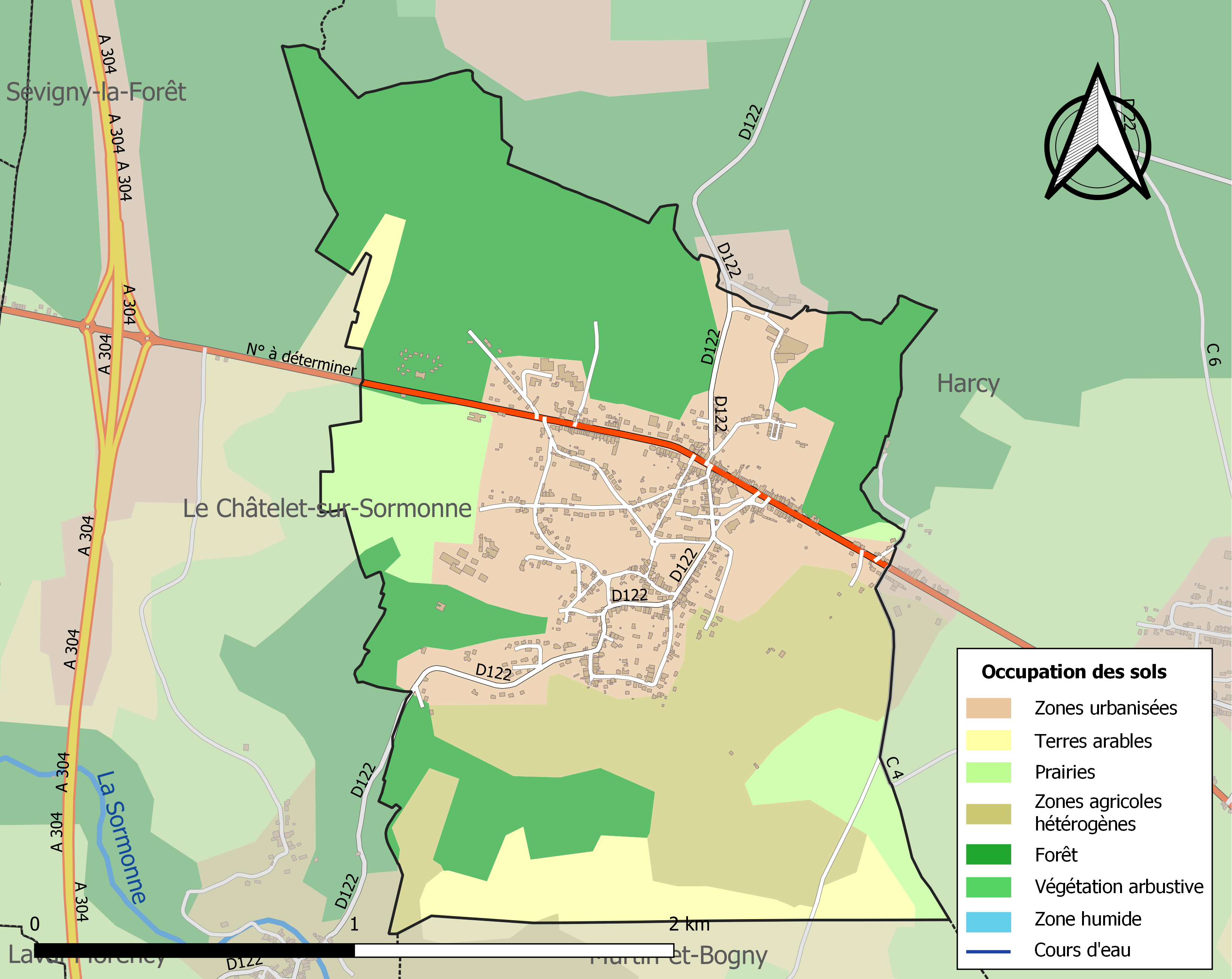

## Demografie
Onderstaande figuur toont het verloop van het inwonertal (bron: INSEE-tellingen).

Vanwege een beveiligingsprobleem met de MediaWiki Graph-software is het momenteel niet mogelijk deze grafiek weer te geven. Zodra de software is bijgewerkt zal de grafiek vanzelf weer zichtbaar worden.

## Afbeeldingen

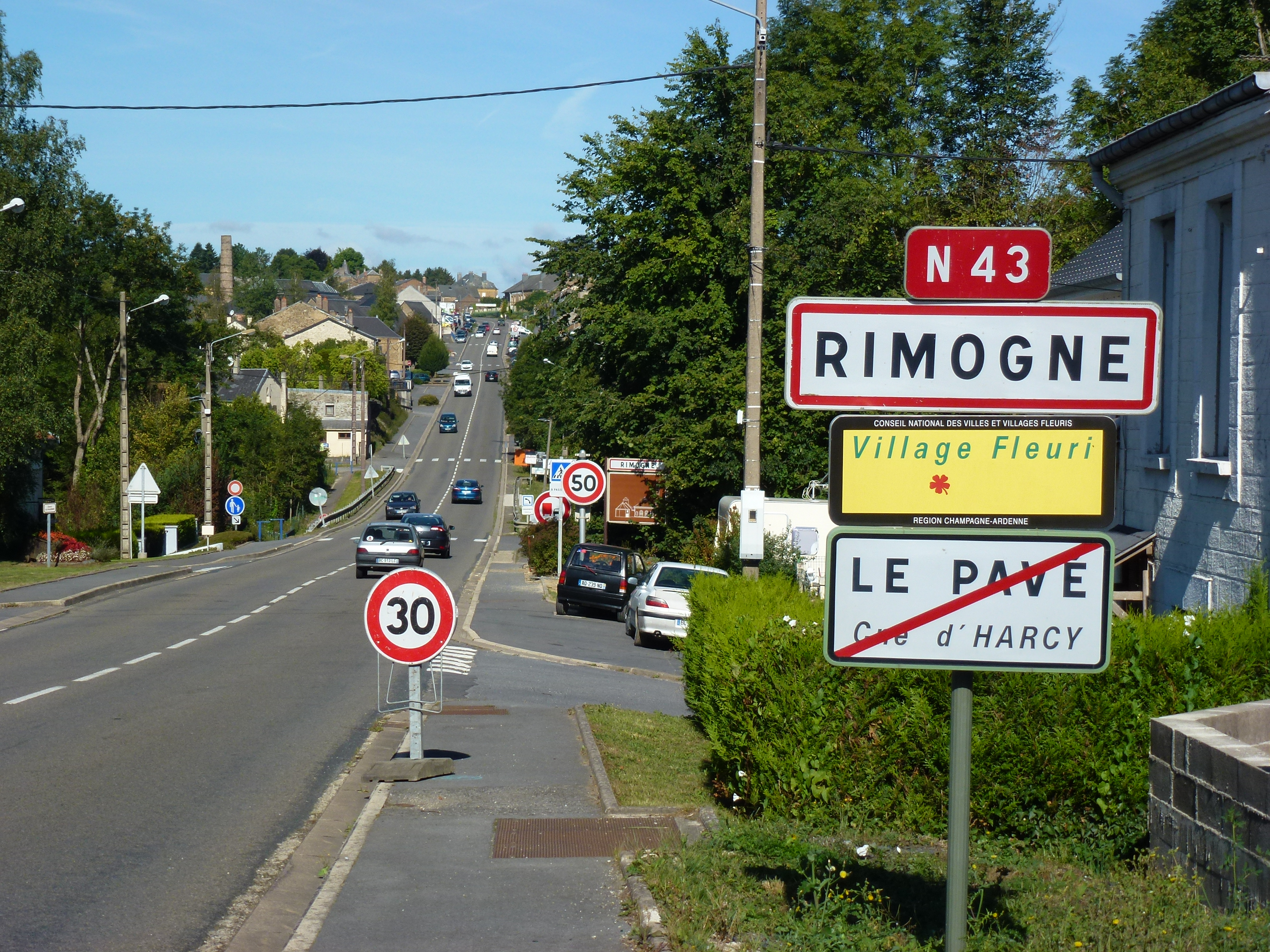
Entree van Riimogne
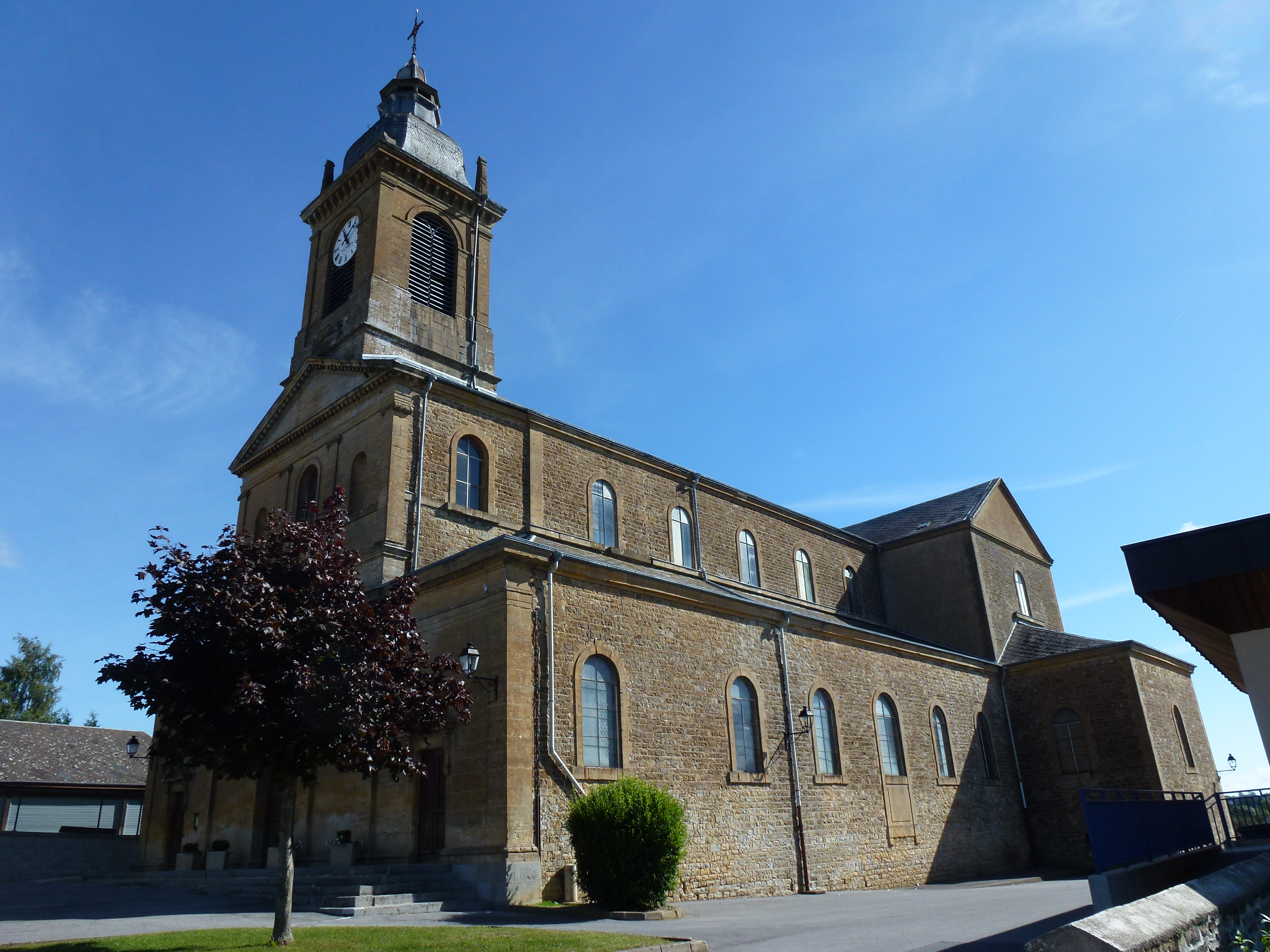
Kerk
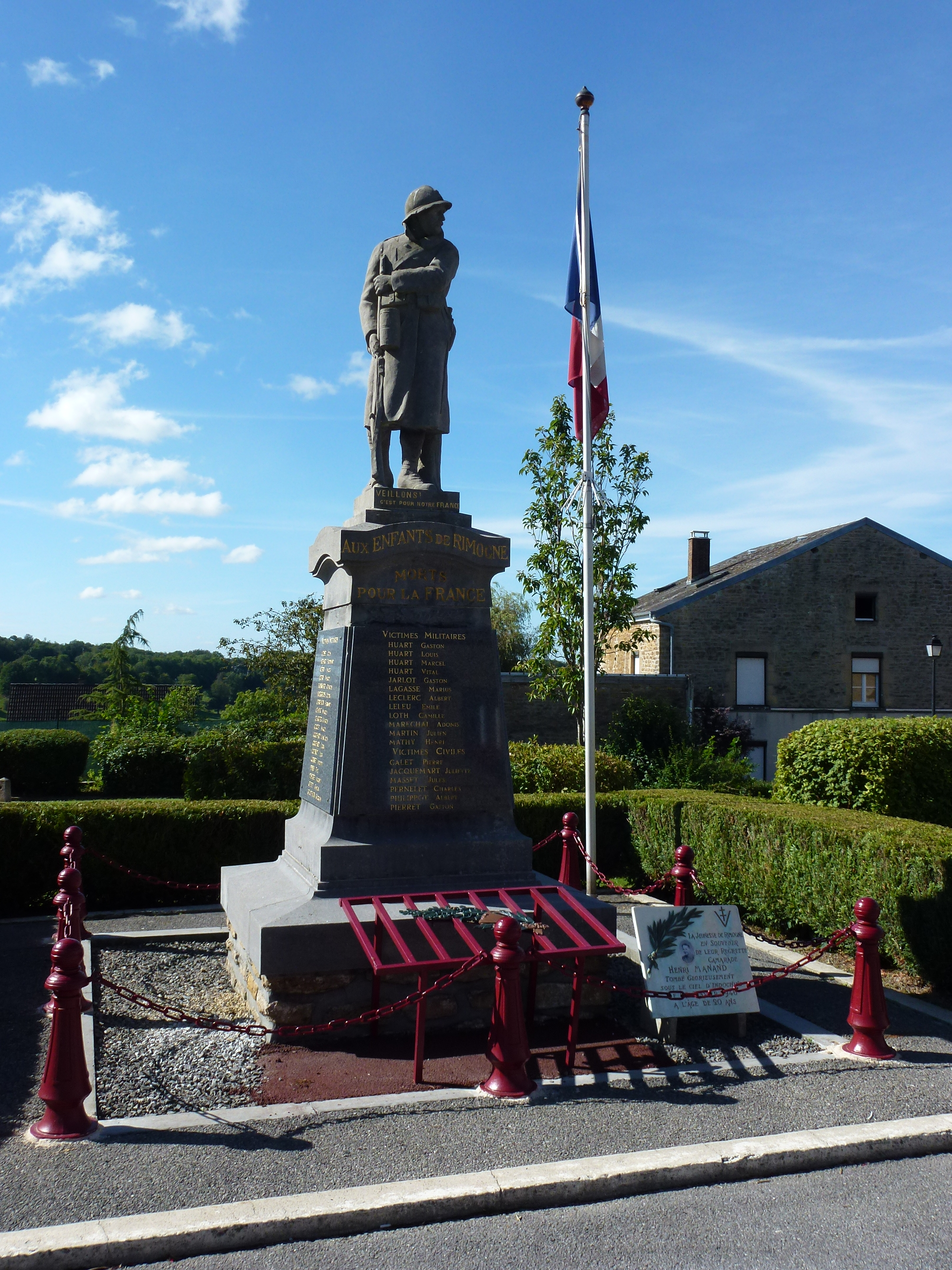
Oorlogsmonument
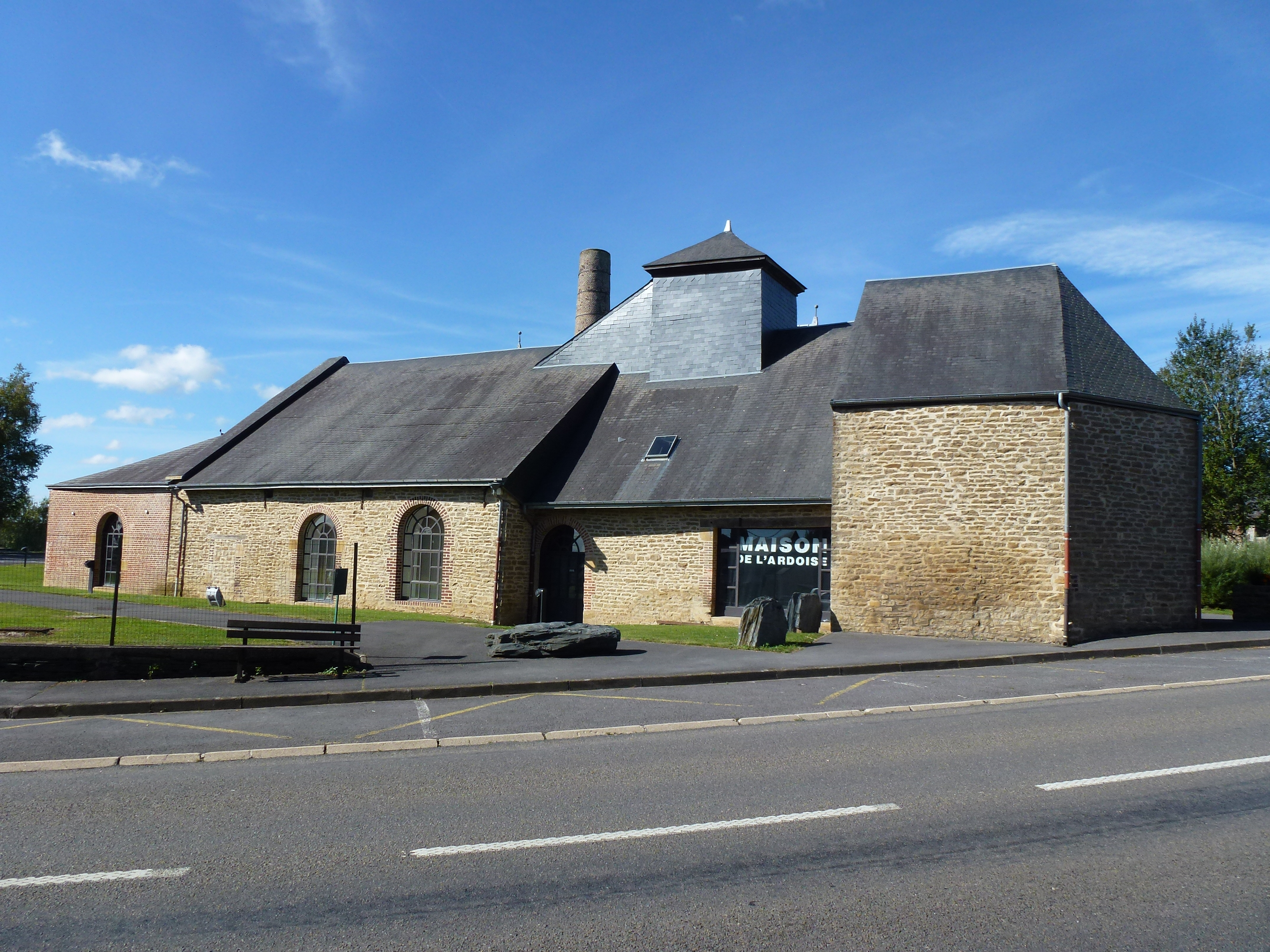
Maison de l’Ardoide (leisteenmuseum)
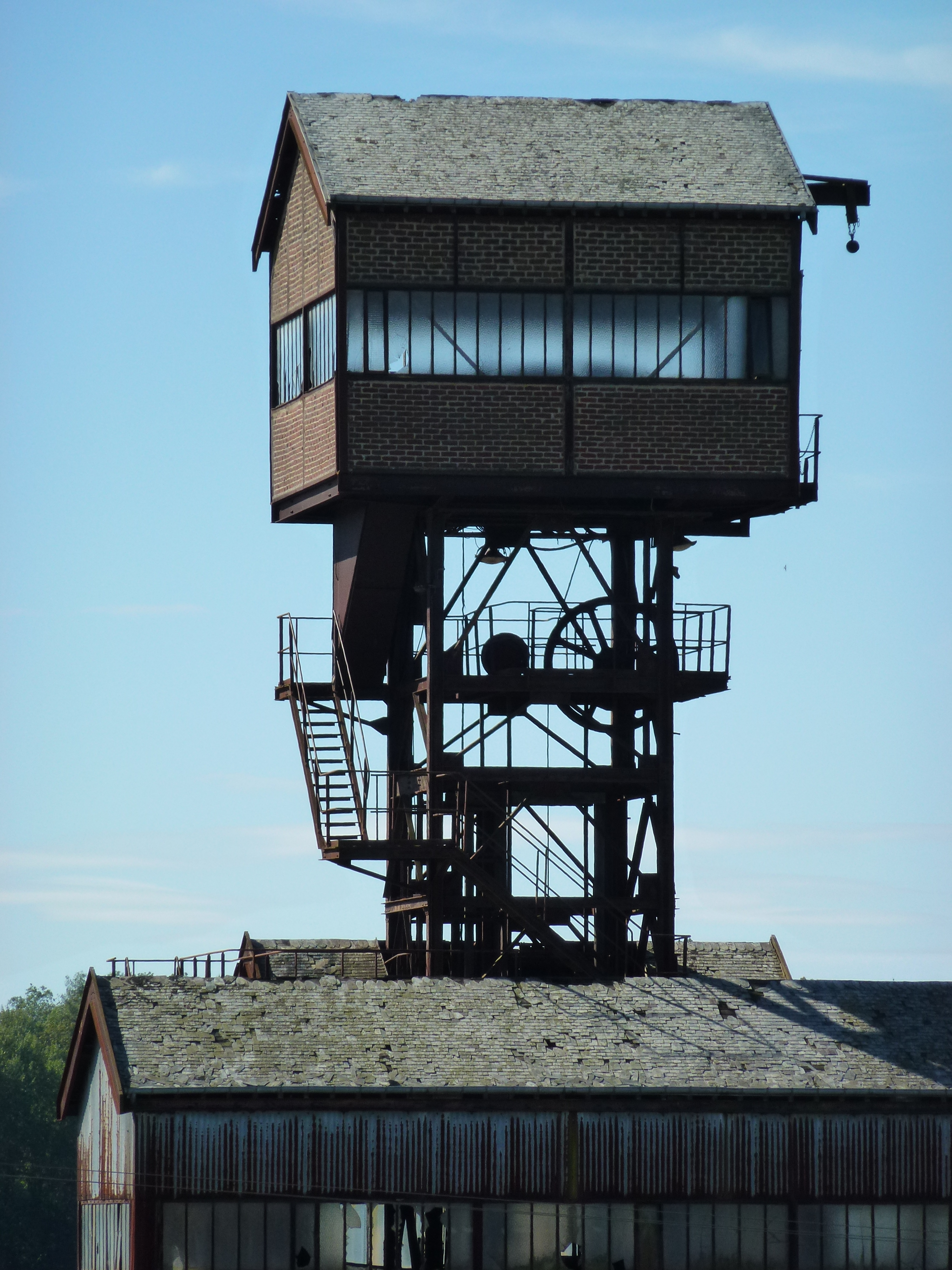
Mijnschacht leisteenmijn St.Quentin